# Chalciosphaerium solox
Chalciosphaerium solox is een keversoort uit de familie pilkevers (Byrrhidae). De wetenschappelijke naam van de soort is voor het eerst geldig gepubliceerd in 1912 door Enderlein.